# 40ste Oscaruitreiking
De 40ste Oscaruitreiking, waarbij prijzen worden uitgereikt aan de beste prestaties in films in 1967, vond plaats op 10 april 1968 in het Santa Monica Civic Auditorium in Santa Monica, Californië. De ceremonie werd gepresenteerd door de Amerikaanse komiek Bob Hope.
De grote winnaar van de 40ste Oscaruitreiking was In the Heat of the Night, met in totaal 7 nominaties en 5 Oscars.

## Winnaars

### Films
| Categorie               | Winnaar                  | Regie                 |
| ----------------------- | ------------------------ | --------------------- |
| Beste Film              | In the Heat of the Night | Norman Jewison        |
| Beste Buitenlandse Film | Hou de trein in het oog  | Jiří Menzel           |
| Beste Documentaire      | The Anderson Platoon     | Pierre Schoendoerffer |

### Acteurs
| Categorie                  | Winnaar           | Film                         |
| -------------------------- | ----------------- | ---------------------------- |
| Beste Mannelijke Hoofdrol  | Rod Steiger       | In the Heat of the Night     |
| Beste Vrouwelijke Hoofdrol | Katharine Hepburn | Guess Who's Coming to Dinner |
| Beste Mannelijke Bijrol    | George Kennedy    | Cool Hand Luke               |
| Beste Vrouwelijke Bijrol   | Estelle Parsons   | Bonnie and Clyde             |

### Regie
| Categorie       | Winnaar      | Film         |
| --------------- | ------------ | ------------ |
| Beste Regisseur | Mike Nichols | The Graduate |

### Scenario
| Categorie                | Winnaar             | Film                         |
| ------------------------ | ------------------- | ---------------------------- |
| Beste Origineel Scenario | William Rose        | Guess Who's Coming to Dinner |
| Beste Bewerkt Scenario   | Stirling Silliphant | In the Heat of the Night     |

### Speciale prijzen
| Categorie                         | Winnaar          |
| --------------------------------- | ---------------- |
| Honorary Award                    | Arthur Freed     |
| Irving G. Thalberg Memorial Award | Alfred Hitchcock |
| Jean Hersholt Humanitarian Award  | Gregory Peck     |